# Дільниця Чернігів — Овруч
Дільниця Чернігів — Овруч (Чорнобильська залізниця)— одноколійна залізнична лінія довжиною 177,5 км і шириною колії 1520 мм, яка належить до Південно-Західної залізниці частина широтного ходу, що зв'язує північно-східні та північно-західні області України.

## Історія будівництва
Дільниця будувалася з 1928 року в рамках програми відновлення, модернізації та розвитку Південно-Західної залізниці. В 1930-му відкрили рух поїздів по ділянці.

## Станції дільниці
Станом на 1986 рік на ділянці розташовувалися станції та зупинні пункти в такому порядку:
- Чернігів,
- Білоус (нині з. п. Білоус),
- з. п. Левковичі,
- Жукотки, (проміжна) з відгалуженням на Жидіничі (проміжна) і полігон Гончаровське,
- Малейки (проміжна),
- з. п. Демейка,
- рзд. Нерафа (нині станція Славутич, (проміжна),
- Неданчичі (проміжна),
- Іолча (проміжна),
- з. п. Капоранка (нині станція Пересадочная, недіюча),
- з. п. Колибань (недіючий),
- Посудово (недіючий),
- з. п. Машеве (недіючий),
- рзд. Зимовище (недіючий),
- з. п. Семиходи,
- Янів (проміжна),
- з. п. Шепеличі (недіючий),
- з. п. Буряківка (недіючий),
- з. п. Красниця (недіючий),
- Товстий Ліс,
- з. п. Кливіни (недіючий),
- з. п. Павловичі (недіючий),
- Вільча (проміжна),
- з. п. Вільхова,
- Рача (проміжна)
- з. п. Нивки,
- з. п. Грезля,
- Овруч.

## До аварії на Чорнобильській АЕС
Ділянка Чернігів — Йолча належала Київській дирекції залізничних перевезень Південно-Західної залізниці. Ділянка Янів — Овруч належала Коростенській дирекції залізничних перевезень.

### Тягове обслуговування
На станції Янів розташовувався пункт технічного обслуговування локомотивів (ПТОЛ), раніше — паровозне депо.
Після надходження в 1969 році в локомотивне депо Чернігів тепловозів, ділянку поступово перевели на тепловозну тягу. Обслуговувалася ділянка тепловозами ТЕ3 і бригадами локомотивного депо Коростень з вантажними поїздами на тяговому плечі Коростень — Овруч — Чернігів. Локомотивні бригади депо Чернігів обслуговували тепловозами ТЕ3 збірні поїзди на ділянці Чернігів — Янів.
Пасажирські поїзди спочатку обслуговувалися тепловозами ТЕ3, пізніше тепловозами ТЕ7.
Маневрову роботу на станціях ділянки виконували тепловози ЧМЕ3 приписки депо Чернігів і Коростень.
Приміські поїзди обслуговувалися дизель-поїздами ДР1П Чернігів і Коростень і локомотивними бригадами депо Чернігів на ділянці Чернігів — Янів та депо Коростень на ділянці Янів — Овруч — Коростень.

### Вантажні перевезення
Станція Янів обслуговувала під'їзні колії ЧАЕС, складів робітничого постачання, нафтобази та ін
На станції Неданчичі був пункт перевантаження з торфовозної вузькоколійної залізниці шириною колії 750 мм, розгалужена мережа якої розташовувалася південніше станції.

### Пасажирська робота
На ділянці курсував пасажирський поїзд № 191/192 Москва — Хмельницький
Згідно розкладу руху 1985/1986 років, що діяв на момент аварії на ЧАЕС, на ділянці курсували приміські дизель-поїзди:
- № 6851 сполученням Чернігів — Янів;
- № 6452 сполученням Овруч — Янів;
- № 6453 сполученням Янів — Овруч;
- № 6454 сполученням Коростень — Янів;
- № 6856 сполученням Янів — Чернігів;
- № 6457 сполученням Янів — Коростень.

## Період ліквідації наслідків аварії
До аварії на ЧАЕС через станцію Янів курсував пасажирський потяг № 192/191 сполученням Хмельницький — Москва. З 29 квітня 1986 року станція Янів закрита для експлуатації, потягу № 192/191 сполученням Хмельницький — Москва з 30 квітня 1986 року змінено маршрут руху через станцію Київ-Пасажирський.
Після аварії на станції Вільча з трьома коліями розгорнулися основні вантажні роботи. Розвантажувався цемент, залізобетон, труби, обладнання та механізми для ліквідації наслідків аварії на ЧАЕС.

### Реконструкція станцій
Після аварії на ЧАЕС для забезпечення перевізного процесу в утвореній зоні, підвозу вантажів для ліквідації наслідків аварії, доставки персоналу атомної станції, працівників підрядних організацій був виконаний цілий комплекс робіт з реконструкції колійного господарства ділянки Чернігів — Овруч.
- Зведений пункт дезактивації рухомого складу на 42-му кілометрі ділянки Овруч — Вільча.
- У районі Зупинний пункт Нерафа в новому місті Славутич  побудована однойменна станція. Введена зупинка біля промислової бази міста — зупинний пункт Селище Лісове.
- У районі з. п. Капоранка побудована станція Пересадочна з пристроями для дезактивації рухомого складу, пасажирськими платформами для пересадки з електропоїздів Славутич — Пересадочна на електропоїзди, що курсували ділянкою зі значним радіаційним забрудненням Пересадочна — Семиходи. З 1991 року, у зв'язку зі зниженням рівнів радіоактивного забруднення, на ділянці Пересадочна — Семиходи станція Пересадочна закрита, дезактиваційне обладнання демонтовано, а електропоїзди курсують на ділянці Славутич — Семиходи без пересадки пасажирів.
- Побудований трьохколійний роз'їзд Зимовище.
- Зупинний пункт Семиходи перебудований і в листопаді 1987 року введена в експлуатацію однойменна станція з чотирма коліями біля двох платформ в закритих павільйонах для посадки-висадки працівників ЧАЕС та підрядних організацій в електропоїзди.

### Електрифікація
1988 року проведена електрифікація дільниці Чернігів — Славутич — Семиходи — Янів на змінному струмі. Локомотивне депо Чернігів пристосоване для обслуговування електропоїздів, змонтований мийний комплекс, де як і на станції Пересадкова, проводилася дезактивація електропоїздів.
1999 року, з завершенням електрифікації лінії Чернігів — Ніжин, електрифікована ділянка Чернігів — Семиходи перестала бути відокремленою.
На теперішній час контактна мережа на станції Янів не використовується і частково демонтована на самій станції і на перегоні Янів — Семиходи.

## Сучасний стан
Після аварії на ЧАЕС у складі Київської дирекції залізничних перевезень ДН-1 Південно-Західної залізниці знаходиться ділянка Чернігів — Семиходи.
У складі Коростенського відділення ДН-4 Південно-Західної залізниці знаходиться ділянка Вільча — Овруч.
Ділянка Семиходи — Вільча підконтрольна структурному підрозділу Адміністрації зони відчуження — Державного Підприємства «Чорнобильсервіс».
Ділянка Чернігів — Славутич — Семиходи обладнана автоматичним блокуванням з АЛС.
Колійне господарство, мости, в тому числі через річки Дніпро і Прип'ять на ділянці Чернігів — Семиходи обслуговує Чернігівська дистанція колії (ПЧ-10), контактну мережу — Чернігівська дистанція енергопостачання (ЕЧ-9). Пристрої сигналізації і зв'язку на ділянці обслуговує Ніжинська дистанція сигналізації та зв'язку (ШЧ−11).
Станція Іолча (територія Республіки Білорусь) знаходиться в підпорядкуванні Південно-Західної залізниці. На станції встановлено денне чергування чергового по станції, на ніч вона передається на диспетчерське управління. Працівники станції, в тому числі начальник, чергові по станції є громадянами України.
Станція Семиходи знаходиться на диспетчерському управлінні.

### Тягове обслуговування і вантажна робота
Маневрово-вивізна робота на ділянці Чернігів — Іолча забезпечується локомотивними бригадами і тепловозами М62, 2М62У депо Чернігів, парк якого поповнився локомотивами зазначених серій в 1987 і в 1988—1990 роках, відповідно, а також тепловозами ЧМЕ3.
Маневрово-вивізна робота на ділянці Овруч — Вільча забезпечується локомотивними бригадами і тепловозами М62, 2М62 і ЧМЕ3 депо Коростень.
На станції Янів знаходиться депо, підпорядковане Державному Підприємству «Чорнобильсервіс». Локомотиви цього депо виконують маневрово-вивізну роботу на дільниці Янів — Вільча. У приписному парку знаходяться тепловози серій ТЕМ2, ТЕМ2М, ТЕМ2УМ, ТГМ23, кран на залізничному ходу КДЕ.

На станції знаходяться відставлені від експлуатації у зв'язку зі значним радіоактивним забрудненням тепловози ТГМ4, ТГМ23Б, ТГМ23В, ТЕ7, ТЕМ1, ТГМ1, ТГК2, ТГМ6А. Вагони дизель-поїздів ДР1П, крани на залізничному ходу КДЕ.
Проведені заходи з ремонту колії на ділянці від Янова до з.п. Буряківка дозволяють її використання для транспортування радіоактивних відходів з проммайданчика Чорнобильської АЕС на ПЗРВ «Буряківка». 3 березня 2010 повністю звільнений склад свіжого ядерного палива (СЯП) ЧАЕС і 68 тепловиділяючих збірок були перевантажені в спецпоїзд на станції Вільча..
До станції Неданчичі примикає під'їзна колія від локомотивного депо транспортного цеху ДСП ЧАЕС — ТЧ ЖДЦ ЧАЕС. Депо має  комплекс пристроїв для виконання технічного обслуговування 2-го обсягу (ТО-2) тепловозів приписного парку. У приписному парку знаходяться тепловози серії ТЕМ2, ТЕМ2УМ, ТЕМ18, ТГМ4, ДМ62.
 
На ділянці Овруч — Вільча до 2007 року курсували вантажно-пасажирські поїзди.
12 липня 2021 року підприємство «Енергоатом» відрапортувало про відновлення залізничної колії на ділянці Вільча—Янів.

## Приміські пасажирські поїзди
Курсують приміські поїзди:
- Неданчичі — Київ
- Неданчичі — Чернігів
- Славутич -Фастів (по неділях)
- Чернігів — Йолча (тричі на тиждень)

## Карти
- Ділянка на Картах Google [Архівовано 14 березня 2014 у Wayback Machine.]
- Карта ПЗЗ на офіційному сайті Південно-Західної залізниці [Архівовано 24 вересня 2015 у Wayback Machine.]
- Аркуш карти M-35-VI Хойники. Масштаб: 1 : 200 000. Стан місцевості на 1986 р. Видання 1990 р. (рос.)
- Аркуш карти M-36-I Припять. Масштаб: 1 : 200 000. Стан місцевості на 1983-86 р. Видання 1986 р. (рос.)